# Joël Gaspoz
Joël Gaspoz, né le 25 septembre 1962 à Morgins, est un skieur alpin suisse qui a mis fin à sa carrière sportive à la fin de la saison 1989.

## Jeux olympiques d'hiver
| Épreuve / Édition | Lake Placid 1980 | Sarajevo 1984 | Calgary 1988 |
| Géant             | 7e               | 10e           | 10e          |

## Championnats du monde
| Épreuve / Édition | Schladming 1982 | Crans Montana 1987 |
| Géant             | 4e              | -                  |
| Slalom            | 5e              | 7e                 |

## Coupe du monde
- Meilleur résultat au classement général : 4e en 1987
  - Vainqueur de la Coupe du monde de géant en 1986
  - 7 victoires : 6 géants et 1 slalom
  - 19 podiums

### Différents classements en coupe du monde
| Saison / Épreuve | Saison / Épreuve | Général | Général | Descente | Descente | Super G | Super G | Géant  | Géant  | Slalom | Slalom | Combiné | Combiné |
| ---------------- | ---------------- | ------- | ------- | -------- | -------- | ------- | ------- | ------ | ------ | ------ | ------ | ------- | ------- |
| Saison / Épreuve | Saison / Épreuve | Class.  | Points  | Class.   | Points   | Class.  | Points  | Class. | Points | Class. | Points | Class.  | Points  |
| 1980             | 1980             | 17e     | 61      | -        | -        | -       | -       | 5e     | 68     | 34e    | 1      | -       | -       |
| 1981             | 1981             | 11e     | 102     | -        | -        | -       | -       | 4e     | 71     | 16e    | 31     | -       | -       |
| 1982             | 1982             | 7e      | 119     | -        | -        | -       | -       | 5e     | 70     | 7e     | 49     | -       | -       |
| 1983             | 1983             | 77e     | 7       | -        | -        | -       | -       | 37e    | 3      | 38e    | 4      | -       | -       |
| 1984             | 1984             | 28e     | 57      | -        | -        | -       | -       | 16e    | 35     | 21e    | 22     | -       | -       |
| 1985             | 1985             | 40e     | 44      | -        | -        | -       | -       | 13e    | 37     | 35e    | 7      | -       | -       |
| 1986             | 1986             | 19e     | 101     | -        | -        | -       | -       | 1er    | 97     | 49e    | 4      | -       | -       |
| 1987             | 1987             | 4e      | 153     | -        | -        | -       | -       | 2e     | 102    | 4e     | 71     | -       | -       |
| 1988             | 1988             | 35e     | 35      | -        | -        | -       | -       | -      | -      | 11e    | 35     | -       | -       |
| 1989             | 1989             | 86e     | 5       | -        | -        | -       | -       | -      | -      | 31e    | 5      | -       | -       |

#### Détail des victoires
| Édition / Épreuve | Slalom géant                      | Slalom | Total |
| 1982              | Aprica                            | -      | 1     |
| 1986              | Kranjska Gora (X2) Lake Placid II | -      | 3     |
| 1987              | Alta Badia II Kranjska Gora       | Wengen | 3     |
| Total             | 6                                 | 1      | 7     |

## Arlberg-Kandahar
- Meilleur résultat : 8e place dans le slalom 1982 à Garmisch